# Флаг Тугулымского муниципального округа
Флаг муниципального образования Тугулы́мский городской округ Свердловской области Российской Федерации составлен в соответствии с правилами и традициями геральдики и является официальным символом Тугулымского городского округа, единства его территории, населения, исторической преемственности, достоинства, административного значения, а также прав органов местного самоуправления Тугулымского городского округа.
Флаг утверждён 8 сентября 2004 года решением Тугулымской районной Думы № 54 как флаг муниципального образования Тугулымский район (после муниципальной реформы — Тугулымский городской округ) и внесён в Государственный геральдический регистр Российской Федерации с присвоением регистрационного номера 1572.
24 апреля 2009 года, решением Думы Тугулымского городского округа № 21, предыдущее решение было признано утратившим силу и утверждено Положение о флаге Тугулымского городского округа.

## Описание
Описание флага, утверждённое 8 сентября 2004 года, гласило:
«Прямоугольное полотнище с соотношением сторон 2:3 на котором помещён синий полый вверху косой крест с шириной концов в 1/5 от ширины полотнища по центру которого изображены фигуры районного герба: сойка, сидящая на скрещённых стрелах, выполненные жёлтым и синим цветами. Оборотная сторона зеркально воспроизводит лицевую».
Описание флага, утверждённое 24 апреля 2009 года, гласит:
«Прямоугольное полотнище с соотношением сторон 2:3, на котором помещён синий полый крест и шириной ветвей в 1/5 от ширины полотнища, по центру которого изображены фигуры районного герба: сойка, сидящая на скрещённых стрелах, выполненные жёлтым и синим цветами. Оборотная сторона зеркально воспроизводит лицевую».

## Обоснование символики
Косой крест указывает на роль Сибирского тракта в развитии региона, а также на царствование Петра I как время появления русских колонистов.
Стрелы напоминают о занятии коренного населения охотничьим промыслом, сражениях древности и легендах, рассказывающих о становище — «столице» Кучума.
Сойка олицетворяет природные богатства и красоту края, хозяйственность и трудолюбие его жителей.